# Làser de raigs X
Un làser de raigs X es pot crear per diversos mètodes, ja sigui en plasmes calents i densos o com a làser d'electrons lliures en un accelerador. Aquest article només descriu els làsers de raigs X en plasmes.
Els làsers de raigs X de plasma es basen en l'emissió estimulada per generar o amplificar una radiació electromagnètica coherent, direccional i d'alta brillantor a la regió de raigs X propera o ultraviolada extrema de l'espectre, és a dir, generalment des de ~ 3 nanòmetres fins a diverses desenes de nanòmetres (nm) de longitud d'ona.
A causa de l'elevat guany en les vides de vida mitjana i curtes de l'estat superior (–ps), els làsers de raigs X solen funcionar sense miralls; el feix de raigs X es genera amb una sola passada pel medi de guany. La radiació emesa, basada en l'emissió espontània amplificada, té una coherència espacial relativament baixa. La línia és majoritàriament ampliada per Doppler, que depèn de la temperatura dels ions.
Com que les transicions comunes del làser de llum visible entre estats electrònics o vibracionals corresponen a energies de fins a només uns 10 eV, es necessiten diferents mitjans actius per als làsers de raigs X.
Entre 1978 i 1988, al Projecte Excalibur, l'exèrcit nord-americà va intentar desenvolupar un làser de raigs X bombat per explosió nuclear per a la defensa de míssils balístics com a part de la Iniciativa de Defensa Estratègica (SDI) " Star Wars ".

## Mitjans actius
Els mitjans més utilitzats inclouen plasmes altament ionitzats, creats en una descàrrega capil·lar o quan un pols òptic enfocat linealment colpeja un objectiu sòlid. D'acord amb l'equació d'ionització de Saha, les configuracions d'electrons més estables són de neó amb 10 electrons restants i de níquel amb 28 electrons restants. Les transicions d'electrons en plasmes altament ionitzats solen correspondre a energies de l'ordre de centenars d'electrons volts (eV).

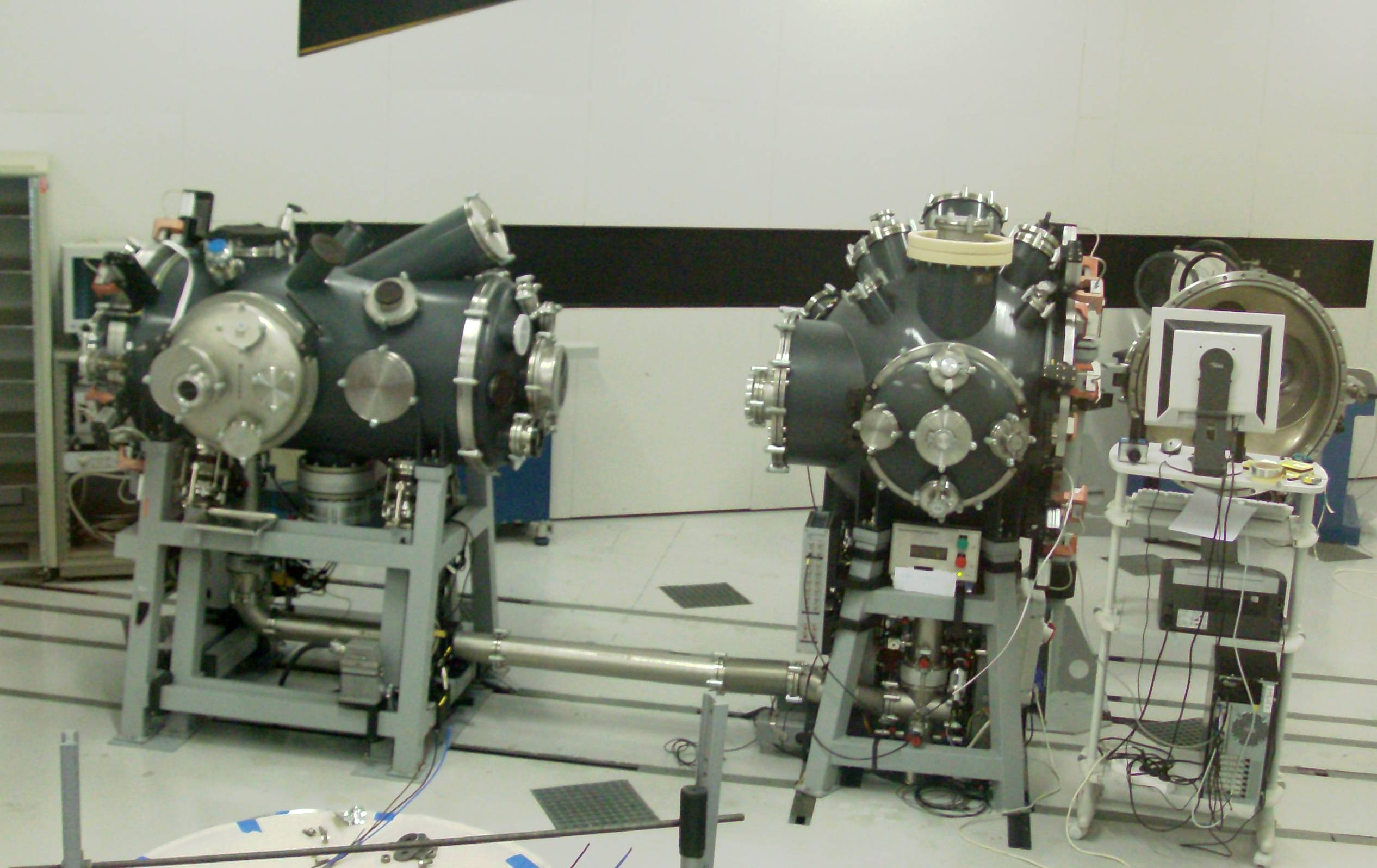
Les cambres de buit del laboratori PALS de Praga, on un pols d'1 kJ crea plasma per a la generació de raigs X

Els mètodes habituals per crear làsers de raigs X de plasma inclouen:
- Mitjans de descàrrega de plasma capil·lar : en aquesta configuració, un capil·lar de diversos centímetres de llarg fet de material resistent (per exemple, alúmina) confina un pols elèctric d'alta intensitat i submicrosegons en un gas de baixa pressió. La força de Lorentz provoca una compressió addicional de la descàrrega de plasma (vegeu pessic). A més, sovint s'utilitza un pols elèctric o òptic de preionització. Un exemple és el làser capil·lar de neó Ar8+, que genera radiació a 47 nm, que es va demostrar per primera vegada el 1994.[2]
- Mitjans d'objectiu de llosa sòlida : després de ser colpejat per un pols òptic (làser) ultra intens, l'objectiu metàl·lic s'evapora i emet plasma altament excitat. De nou, un parell de polsos s'acostuma a utilitzar en l'anomenat esquema de "bombament transitori":[3] (1) sovint es fa un pols més llarg de l'ordre de nanosegons (de vegades precedit d'un o diversos "pre-polsos") més petits. s'utilitza per a la creació de plasma i (2) un pols més curt (de l'ordre de centenars de femtosegons o un picosegundo) i més energètic s'utilitza per a una excitació addicional en el volum de plasma. Durant una vida curta s'ha desenvolupat l'anomenada "ona viatgera", on el plasma s'escalfa just abans del pas dels fotons de raigs X (geometria anomenada "principi guillotina"). Per augmentar l'eficiència de la transferència d'energia del pols làser de calefacció al medi actiu (plasma), de vegades s'utilitza un pols d'excitació cisallada, l'anomenat GRIP - geometria de la bomba d'incidència de pastura. El gradient de l'índex de refracció del plasma fa que el pols amplificat es doblegui des de la superfície diana, perquè a les freqüències per sobre de la ressonància l'índex de refracció disminueix amb la densitat de la matèria. Això es pot compensar utilitzant objectius corbats o diversos objectius en sèrie.
- Plasma excitat pel camp òptic : a densitats òptiques prou altes per provocar un túnel d'electrons efectiu, o fins i tot per suprimir la barrera de potencial (> 1016 W/cm2 ), és possible ionitzar altament el gas sense contacte amb cap capil·lar o objectiu. Normalment s'utilitza una configuració colineal, que permet la sincronització dels polsos de la bomba i del senyal.

Un mitjà amplificador alternatiu és el feix d'electrons relativista en un làser d'electrons lliures, que, en sentit estricte, utilitza la dispersió de Compton estimulada en lloc de l'emissió estimulada.
Altres enfocaments per a la generació coherent de raigs X induïda òpticament són:
- generació d'alta harmònica[4][5][6]
- va estimular la dispersió de Thomson
- Radiació betatró[7]

## Aplicacions
Les aplicacions de la radiació de raigs X coherents inclouen la imatge de difracció coherent, la investigació de plasmes densos (no transparents a la radiació visible), la microscòpia de raigs X, la imatge mèdica resolta en fase, la investigació de superfícies materials i l'armament.
Un làser de raigs X suau pot realitzar una propulsió làser ablativa.